# Tünzhausen

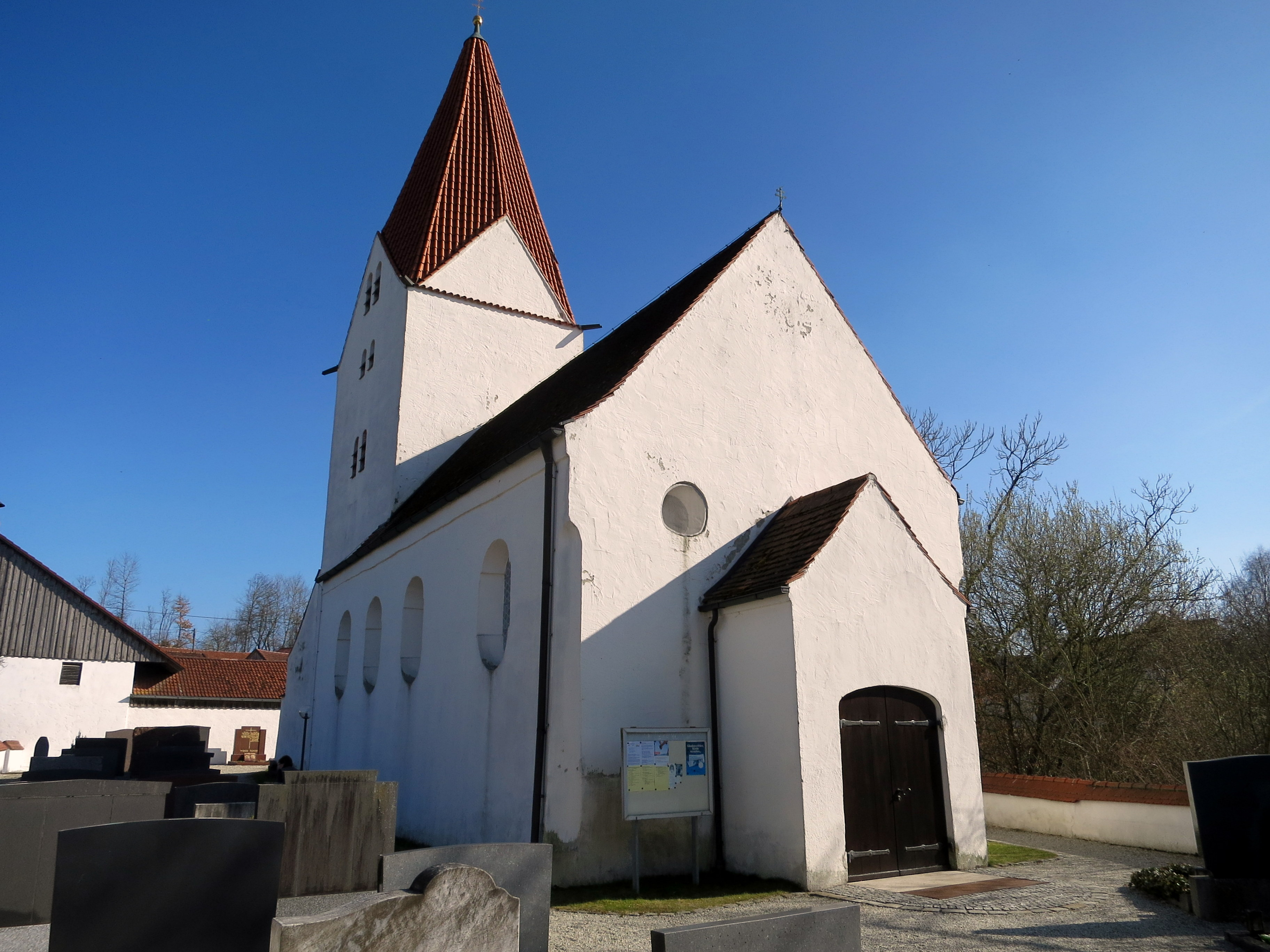
Die Dorfkirche St. Peter und Paul

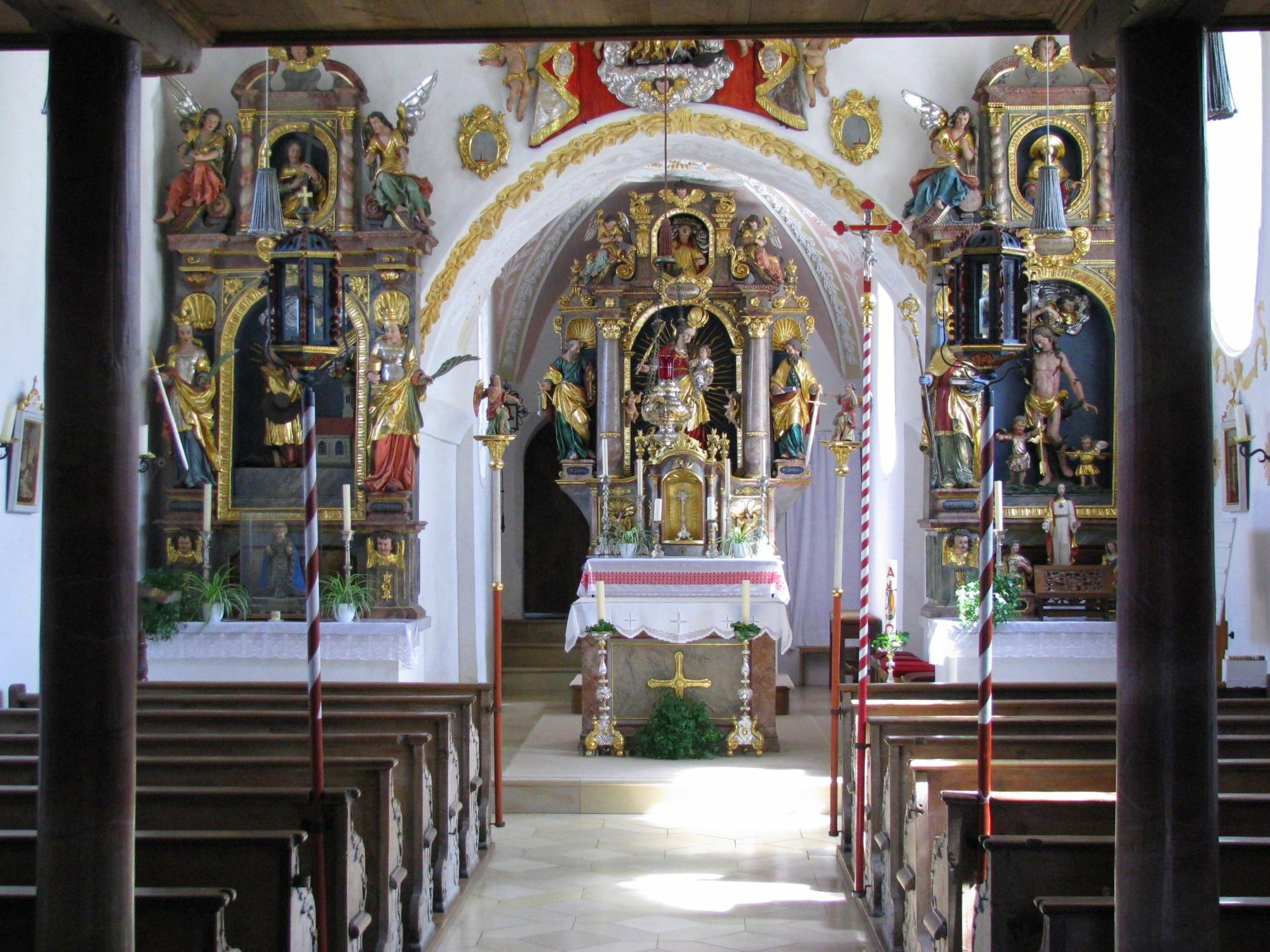
Ein Blick ins Innere der Kirche

Tünzhausen ist ein Kirchdorf und Ortsteil der Gemeinde Allershausen im westlichen Landkreis Freising in Oberbayern. 

## Lage
Der Ort liegt am Aufstieg des Ampertals in das sich östlich anschließende tertiäre Hügelland, etwa zweieinhalb Kilometer östlich von Allershausen, dessen Gemeindeteil Tünzhausen seit 1972 ist. 

## Geschichte
Die Pfarrei Tünzhausen war seit ihrer Entstehung im 11. Jahrhundert dem Kloster Weihenstephan zugeordnet. Mit dessen Auflösung im Zuge der Säkularisation im Jahr 1803 kam Tünzhausen zur Pfarrei Sankt Josef in Allershausen. Seit 1815 ist die Kirchengemeinde Kuratie der Pfarrei St. Quirin in Kranzberg. 1632 wurde die Kirche von den Schweden geplündert. In der Barockzeit entwickelte sich die Kirche zur Wallfahrtskirche, in der vor allem der Heilige Leonhard verehrt wurde. Es gab sogar eine eigene Bruderschaft, die sich um die Wallfahrten kümmerte.
Tünzhausen war bis in das 19. Jahrhundert landgerichtsunmittelbarer Ort im Landgericht Kranzberg und Sitz einer Hauptmannschaft.
Nach dem Ersten Gemeindeedikt wurde Tünzhausen 1808 einer von 29 Steuerdistrikten des Landgerichts Freising. Im Zuge der Gemeindebildung nach dem Zweiten Gemeindeedikt 1818 wurde Tünzhausen zusammen mit den Ortsteilen Göttschlag, Kreuth, Schnotting und Schönbichl eine politische selbstständige Landgemeinde.
Bei der kommunalen Neuordnung Bayerns verlor Tünzhausen am 1. Januar 1972 diesen Status. Die Gemeindeteile Göttschlag, Kreuth und Tünzhausen wurden nach Allershausen eingegliedert, der Gemeindeteil Schnotting nach Kirchdorf an der Amper, der Gemeindeteil Schönbichl nach Kranzberg.

## Sehenswürdigkeiten
Das Ortsbild wird geprägt vom Turm der Filialkirche St. Peter und Paul, die von weithin sichtbar auf einem Bergrücken über dem Ampertal errichtet wurde.
Ursprünglich war der Turm der Kirche ein romanischer Wehrturm aus dem 13. Jahrhundert. Nachdem der Turm seine Funktion als Wehranlage verloren hatte, richteten die Einwohner des Dorfes im Erdgeschoss eine Kapelle ein. Typisch sind für diese Zeit des Mittelalters die Rundbogenfriese, die den Turm in ungefähr vier Meter Höhe zieren. Auch die kleinen Turmfenster in allen vier Himmelsrichtungen sind typisch romanisch. An den östlichen Fenstern haben sich noch Relikte der Bemalung erhalten. Die Turmspitze besteht aus einem kurzen achtseitigen Dach. Durch den Anbau aus der Barockzeit stimmen die Proportionen von Turm und Kirchenschiff nicht mehr. 